# The Noel Diary
The Noel Diary ist eine amerikanische romantische Komödie, basierend auf dem Buch The Noel Diary von Richard Paul Evans, der auch das Drehbuch zum Film schrieb. Der Film entstand unter der Regie von Charles Shyer mit Justin Hartley, Barrett Doss, Bonnie Bedelia, und James Remar.

## Handlung
Der erfolgreiche Autor Jake Turner kehrt kurz vor Weihnachten in seine verschlafene Heimatstadt zurück. Seine Mutter war verstorben und er hat dies erst verspätet erfahren. Mit seinem Vater, der die Familie verlassen hatte, als er ein Kind war, hat er seit 35 Jahren keinen Kontakt mehr. Als er das Haus, in dem er aufgewachsen ist, aufräumt, taucht Rachel auf. Rachel ist als Adoptivkind aufgewachsen und sucht ihre leibliche Mutter, die Jakes Kindermädchen war. Jake kann ihr nicht helfen, aber die Nachbarin Ellie teilt beiden mit, wo Jakes Vater lebt. Dieser könne Rachel möglicherweise helfen. Widerwillig begibt sich Jake auf eine Reise zu seinem Vater zusammen mit Rachel. Während der Reise liest Rachel das Tagebuch ihrer Mutter, das sie in dem Nachlass von Jakes Mutter entdeckt hatte. Jake, der seit Jahren als überzeugter Single lebt, verliebt sich auf der Reise in Rachel, die allerdings verlobt ist. Auch Rachel entwickelt Gefühle für Jake. Das Wiedersehen mit seinem Vater ist schwierig, letztlich vergibt Jake seinem Vater. Rachel erfährt mehr über ihre Mutter, die sie zur Adoption freigegeben hatte, und sie kann ihrer Mutter nicht vergeben. Auf der Rückreise verbringen beide eine Nacht in einem Hotelzimmer und schlafen miteinander. Am nächsten Morgen ist Rachel verschwunden und sie hinterlässt Jake einen Brief. In diesem äußert sie, dass sie an der Verlobung festhalte und sie Stabilität suche, die er ihr nicht geben könne. Jake sucht Rachels Mutter Noel Hayden auf und spricht mit ihr. Danach beschließt er, um seine Liebe zu kämpfen. Jake ruft Rachel an und gesteht ihr seine Liebe. Rachel weist ihn jedoch schweren Herzens zurück. Jake kehrt niedergeschlagen zum Haus seiner Mutter zurück und will gerade nach Hause fahren, als Rachel auftaucht.